# Battaglia navale di Awa
La battaglia navale di Awa fu la seconda battaglia navale del Giappone moderno, e venne combattuta durante la guerra Boshin tra le forze dello shogunato Tokugawa e le forze imperiali. Una nave da guerra, la Kasuga, e due trasporti della marina imperiale, Heiun e Hogo tentarono di uscire dalla baia di Awa, ,ma vennero intercettate dalla nave da guerra dello shogunato Kaiyō Maru. Quando altre navi da guerra Banryū ed Hazuru si unirono alla caccia la Hogo venne portata ad arenarsi dal suo equipaggio e data alle fiamme. Sulla Kasuga serviva come aiuto cannoniere ed ufficiale di terza classe il futuro ammiraglio Tōgō Heihachirō, figlio di un samurai del clan Kagoshima.

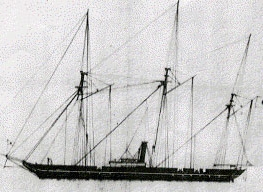
La Banryū della marina dello shogunato